# Francisco das Chagas
Francisco das Chagas, o Cabra, foi um escultor brasileiro ativo em Salvador no século XVIII.

## Biografia
Pouco se sabe a seu respeito. Em 1758 foi contratado pela Ordem Terceira do Carmo de Salvador para esculpir três imagens de Cristo, um Crucifixo, um Cristo sentado sobre uma pedra, e um Senhor dos Passos, cuja identificação é problemática, possivelmente tendo desaparecido no incêndio da igreja do Carmo em 1788. Contudo a tradição o aponta como autor de outras peças, como o Cristo Morto e o Cristo da coluna na mesma igreja, e um São Pedro de Alcântara no Convento de São Francisco. Seus traços trazem a mão de um criador de formação erudita derivada da escola hispânica, com feições de grande expressividade.

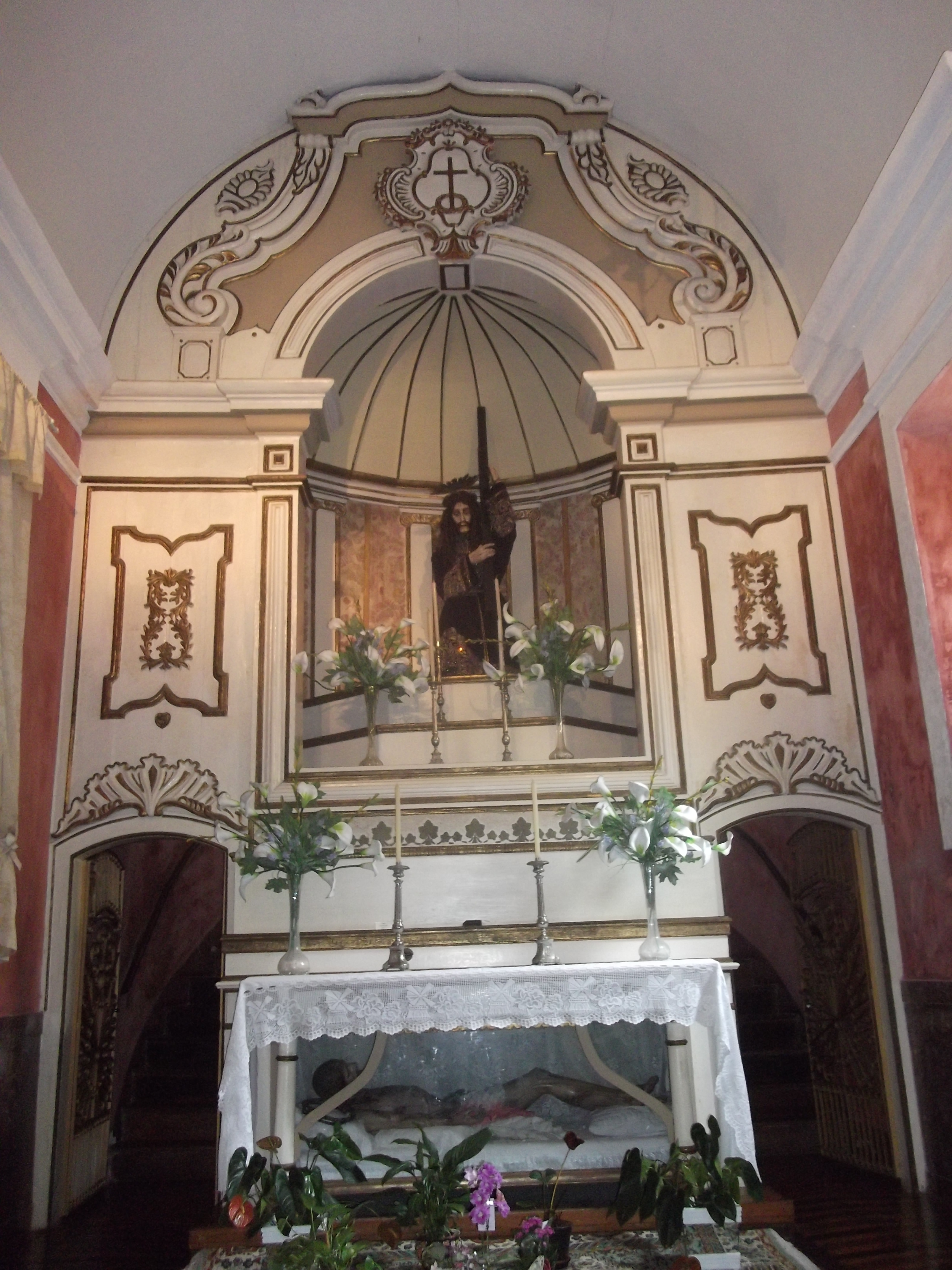
Capela do Menino Deus, Imperial Hospital de Caridade, Florianópolis

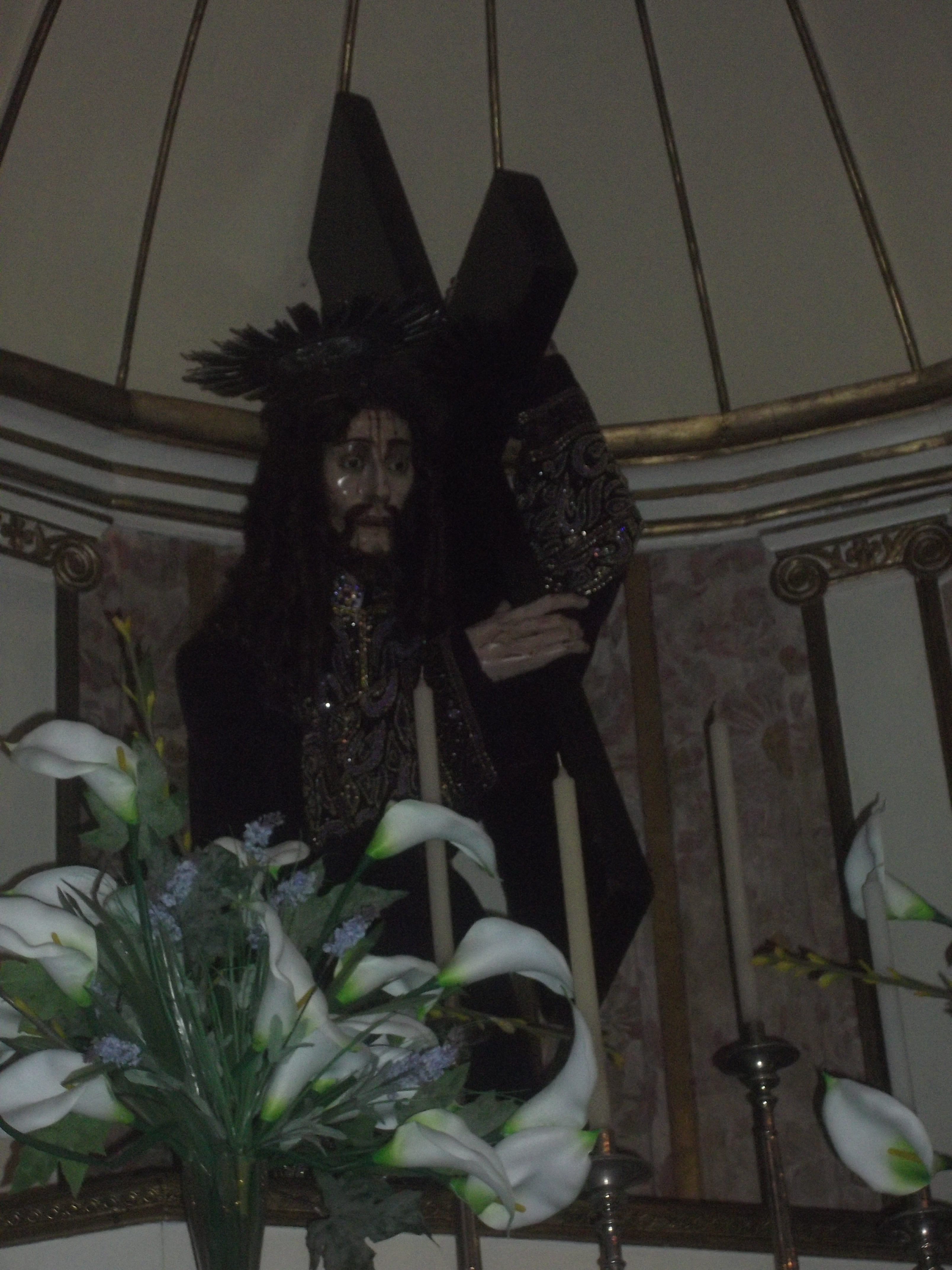
Detalhe

A imagem do Senhor dos Passos da Irmandade do Senhor dos Passos de Florianópolis é suposta ser de sua autoria.